# Freedom Fries

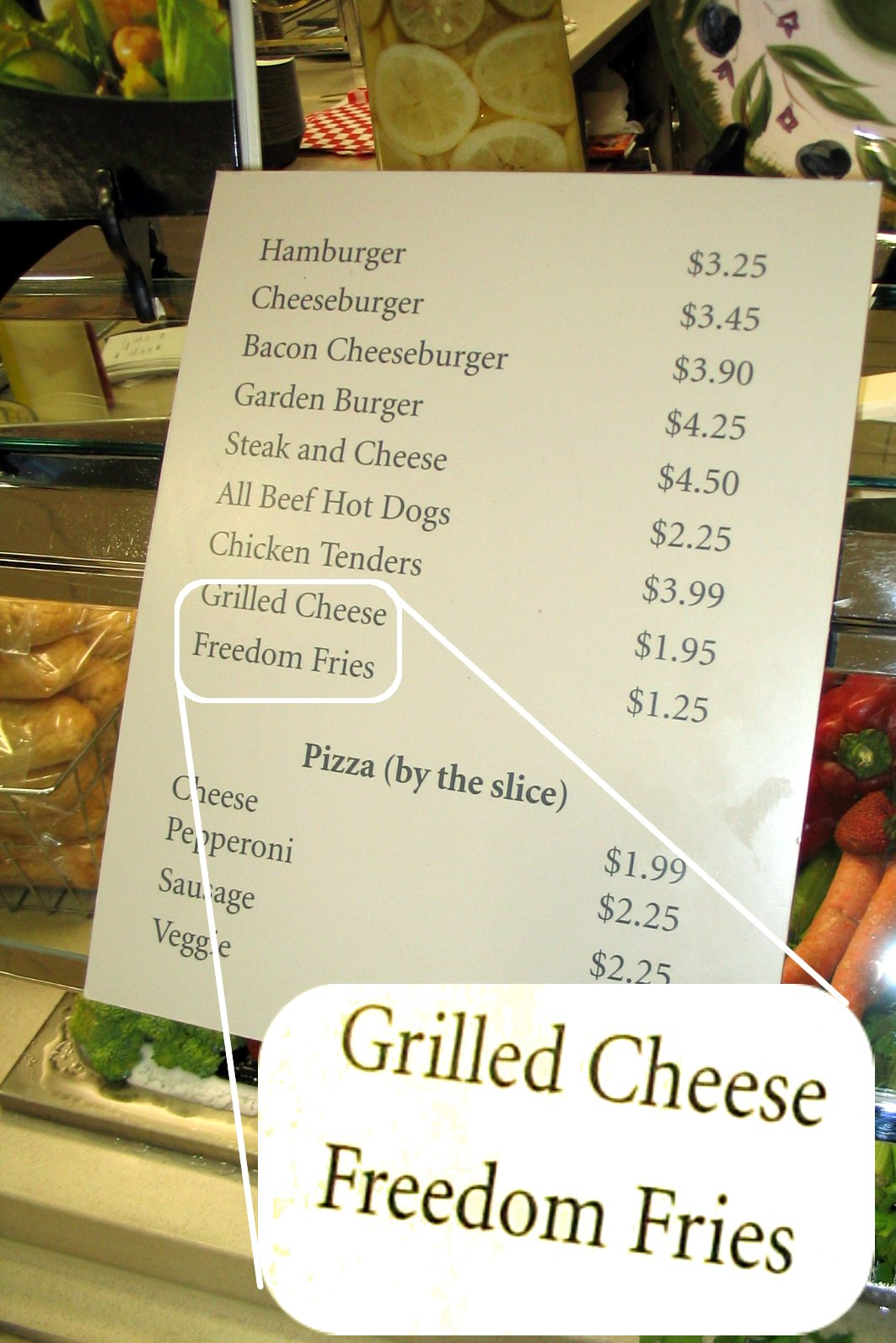
Freedom Fries auf einer Speisekarte in einer Cafeteria des US-Repräsentantenhauses

Der englische Begriff Freedom Fries ist ein politisch motivierter Euphemismus für Pommes frites (englisch French fries), der von Teilen der Bevölkerung in den Vereinigten Staaten benutzt wurde. Der Euphemismus ist das Ergebnis antifranzösischer Ressentiments in den USA, die 2003 im Verlauf von Kontroversen über den beschlossenen Einmarsch in den Irak entstanden. Frankreich bekundete seine Ablehnung gegenüber einer Invasion im Sicherheitsrat der Vereinten Nationen. Die französische Position wurde von einigen missbilligt, was zur Boykotterklärung französischer Waren und deren Handel sowie bei Produkten zur Beseitigung des Ländernamens führte.

## Offizielle Umbenennung
Am 11. März 2003 ließen die republikanischen US-Politiker Robert Ney und Walter B. Jones, Vertreter von Ohio respektive North Carolina im US-Repräsentantenhaus, alle Erwähnungen von French fries und French toast ersetzen, die auf der Speisekarte in den drei vom Abgeordnetenhaus betriebenen Cafeterien zu finden waren. Die Aktion erforderte nicht die Zustimmung des Kongresses, da Ney Vorsitzender des für die Hausverwaltung zuständigen Ausschusses war und Weisungsbefugnis über die Cafeterien im Haus besaß.
Laut einer Stellungnahme Neys beabsichtigte er mit dieser Maßnahme, Missfallen gegenüber Frankreich auszudrücken, das „sich fortwährend dem Beistand ihrer amerikanischen Verbündeten verweigerte.“ In der Stellungnahme heißt es weiter: „Die heutige Aktion ist ein kleiner aber symbolischer Kraftakt, um das drastische Missfallen zu demonstrieren, das viele in Capitol Hill mit unserem so genannten Verbündeten Frankreich haben.“ Die französische Botschaft in Washington, D.C. gab dazu keinen Kommentar ab.

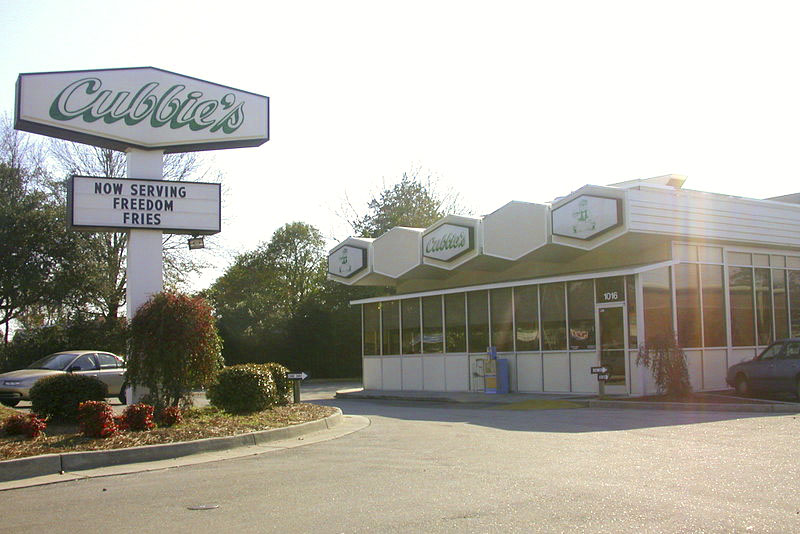
Ankündigung des Lokals Cubbie's, dass „jetzt Freedom Fries serviert werden“ (Now serving freedom fries, Foto 2003)

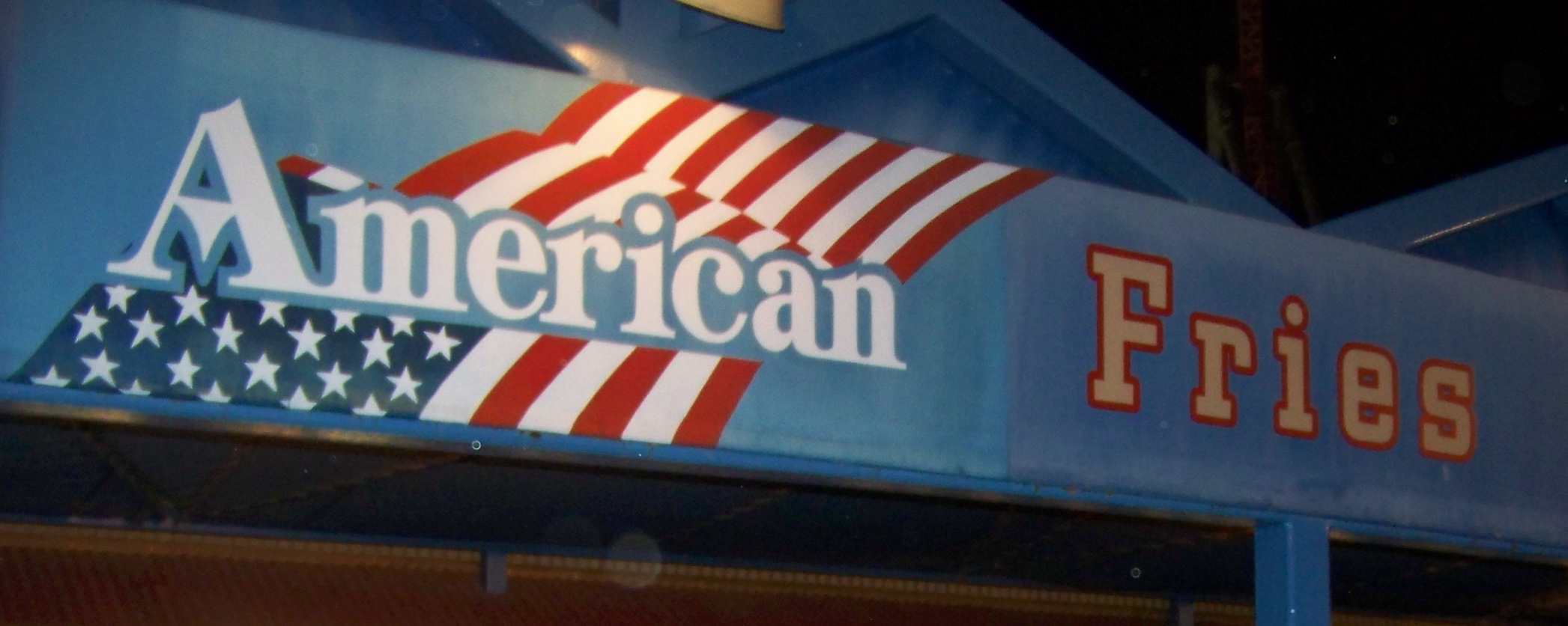
Imbisswerbung mit American fries im Freizeitpark Knott’s Berry Farm (2008)

Der Kongressabgeordnete Ney war nicht der erste, der French fries in Freedom fries umbenannte. Die Bewegung ging von dem in Privatbesitz befindlichen Fast-Food-Restaurant Cubbie’s in Beaufort aus, dessen Besitzer Neal Rowland mit dem Verkauf von Pommes frites unter dem Namen Freedom fries bereits im Februar 2003 begann. Viele seiner Kunden gehören zu den US-Truppen, da sich dort in der Nähe drei Militärstützpunkte befinden. 
Sowohl das Restaurant als auch die Stützpunkte liegen in North Carolina, dem Bezirk des Kongressabgeordneten Jones, der dem Beispiel von Cubbie’s folgte, indem er einen Brief an seine parlamentarischen Kollegen in Umlauf brachte. Darin ersuchte er sie, die Kartoffelstäbchen Freedom fries zu nennen, weil die Franzosen „Außenseiter seien“ („sitting on the sidelines“). Im März 2007 gelang es Cubbie’s Restaurantbesitzer Rowland, Freedom fries als Markenzeichen beim United States Patent and Trademark Office eintragen zu lassen.
Beunruhigt über die Entwicklung sah sich das Unternehmen Reckitt Benckiser, Hersteller der Senfmarke French’s, genötigt, darauf hinzuweisen, dass sich ihr Markenname von einem Familiennamen herleite.

## Politische Umkehr
Im Mai 2005 gelangte Jones zu der Ansicht, dass die USA in den Irakkrieg ohne Rechtfertigung eintraten, woraufhin er in Bezug auf die Freedom-Fries-Episode anmerkte: „Ich wünschte, es wäre nie passiert.“ Ende Juli 2006 wurden in allen Cafeterien des Repräsentantenhauses die Namensänderungen von French fries und French toast in aller Stille rückgängig gemacht. Das betraf auch die Cafeteria im Abgeordnetenhaus Longworth House Office Building, die French fries bereits im Januar 2006 wieder auf die Speisekarte setzte.

## Freedom Fries in Kunst und Kultur
Im März 2003 parodierte Tina Fey die Geschichte in einem Sketch der Reihe Weekend Update in der Comedy-Show Saturday Night Live: „in einem ähnlichen Witz wird in Frankreich bei American cheese nun auf 'Idiot cheese' [Idiotenkäse] verwiesen.“
Der US-amerikanische Illustrator und Karikaturist Steve Brodner betitelte seine Sammlung von Illustrationen mit Freedom Fries.
In dem US-Comicstrip Doonesbury kritisierten die Figuren Mark Slackmeyer und Zonker Harris die Umbenennung auf Französisch. Slackmeyer meinte, dass Frankreich im Zweiten Weltkrieg von den USA befreit worden sei und dass die Schlagzeile zahlreicher französischer Zeitungen nach dem 11. September „We are all Americans“ (Wir sind alle Amerikaner) lautete. Am Ende stellte er aber fest, dass die Gegner des Französischen jingoistische, selbstbezogene conquer-monkeys (etwa „Besatzungsaffen“) seien, was sich auf die Phrase Cheese-eating surrender monkeys (etwa „käseessende Kapitulationsaffen“) bezog, mit der Franzosen abfällig umschrieben werden.
Das französisch-amerikanische Indie-Duo Freedom Fry („(eine) Freiheitspommes“) wählten ihren Namen, der ironisch Bezug auf das Freedom-Fries-Phänomen nimmt.